# Petit nègre
Pour les articles homonymes, voir Nègre (homonymie).
Le petit nègre, autrement dénommé pitinègue, français tirailleur, forofifon naspa ou moi-y'a-dit,, est un pidgin utilisé entre environ 1857 et 1954 par des soldats ouest-africains et leurs officiers blancs dans certaines colonies françaises et consistant en une version simplifiée du français. Par extension, cette expression a été utilisée pour désigner plus largement les autres langues simplifiées. Le petit nègre était enseigné aux habitants indigènes dans l'armée coloniale française. Ce langage est maintenant largement perçu comme raciste,.

## Histoire
L'expression « petit nègre » pour parler d'une forme de français est attestée dès 1877 dans Le Charivari, sous la plume de Pierre Véron.
Maurice Delafosse, administrateur colonial et linguiste spécialiste des langues africaines, est un des premiers à rédiger en 1904 une description du petit nègre, qu'il qualifie de « simplification naturelle et rationnelle de notre langue si compliquée ». Il en donne une description syntaxique qui tient en une vingtaine de lignes.
La Première Guerre mondiale entraîne un afflux important de conscrits originaires de l'Afrique subsaharienne dans l'armée française, les tirailleurs sénégalais, qui souvent ne parlent pas le français. Même si le bambara est relativement répandu parmi eux, ils parlent généralement des langues différentes et la constitution d'un corps d'interprètes semble trop complexe à mettre en œuvre. Les autorités françaises décident donc d'imposer aux Africains un français simplifié, appelé le « français tirailleur ».
En 1916 paraît un manuel militaire intitulé Le français tel que le parlent nos tirailleurs sénégalais, qui décrit les règles du français tirailleur : « Ce qui importe avant tout c'est de fixer le moule dans lequel il faudra couler la phrase française pour nos tirailleurs connaissant quelques mots de notre langue. » Cet ouvrage est à destination des gradés francophones afin de leur permettre de « se faire comprendre en peu de temps, de leurs hommes, de donner à leurs théories une forme intelligible pour tous et d'intensifier ainsi la marche de l'instruction ».
En 1906, le Nouveau Larousse illustré définit le « petit nègre » en ces termes : « Langue française réduite à des formes élémentaires que les littérateurs font parler aux nègres des colonies françaises, mais qui en réalité n'existe pas ». En 1932, dans le Larousse du XXe siècle, il est défini comme un « français élémentaire qui est usité par les Nègres des colonies »,.

## Analyse
Selon la linguiste Laélia Véron, le français dit « petit nègre » est issue d'une idéologie coloniale et vise en fait à « enseigner un sous-français à des personnes auxquelles on ne voulait pas donner la citoyenneté française ».

## Caractéristiques
Les indications ci-dessous sont tirées de l'ouvrage écrit en 1904 par Maurice Delafosse, cité plus haut.
- Les verbes sont employés sous une forme simple :
  - infinitif pour le présent ou le futur, pour tous les verbes (sauf « être » qui n'existe pas), précédé du pronom personnel exemple : « moi parler » ;
  - certains verbes des autres groupes sont utilisés sous la forme d'un infinitif en remplaçant la terminaison par celle d'un verbe du premier groupe, exemple : « vouler » au lieu de « vouloir », ou parfois en supprimant le « r » final (« parti » au lieu de « partir »).
- La négation est marquée par le mot « pas » placé après le verbe (« lui parti pas »).
- Il n'y a pas de genre ni de nombre.
- L'article est supprimé (« son maison ») ou au contraire maintenu de façon permanente comme un préfixe du nom (« son la‑maison »).
- Le verbe « gagner » est employé très fréquemment, de même que l'expression « y a » (ou « y en a ») comme particule verbale (pour « il y a » ou « il y en a ») : « moi y a gagné perdu » (signifiant « j'ai perdu ») ; l'expression « moi y a dit » est caractéristique du français tirailleur.
- Certains mots empruntés au français populaire ou à la terminologie maritime sont fréquemment employés : « mirer » (pour « regarder »), « amarrer » (pour « attacher »).
- Le mot « là » est employé comme pronom démonstratif (emprunt au créole antillais : « ti moun là » = « cet enfant »).
- Les prépositions « à » et « de » sont fréquemment supprimées et souvent remplacées par « pour » : « moi parti pour village » (« je vais au village »).

## Dans la littérature
Dans Voyage au bout de la nuit (1932), Louis-Ferdinand Céline s'en moque avec son humour sarcastique : « Toi y en a pas parler “francé” dis ? Toi y en a gorille encore hein ?... Toi y en a parler quoi hein ? » (p. 158).

## Dans la publicité
Profitant de l'incorporation de troupes coloniales dans l'armée française, la marque Banania lance en 1915 un chocolat en poudre promu avec le slogan « Y'a bon ». Véhiculant des préjugés racistes, ce slogan disparaît en 1967. Réapparu au milieu des années 2000, le MRAP obtient son interdiction en 2011 devant la cour d'appel de Versailles.

## En bande dessinée
Tintin au Congo (1931 pour la version en noir et blanc et 1946 pour la première version en couleurs) recourt abondamment au langage petit nègre. Avant même que le héros d'Hergé ne se rende en Afrique, quand Milou tombe à l'eau, il est parlé par un steward noir (p. 6 et 7 de l'édition de 1970).
Ce n'est cependant pas le cas le plus ancien ni le plus important d'utilisation du petit nègre dans la bande dessinée franco-belge.